# Herman Banning
James Herman Banning född 1899 i Oklahoma död 5 februari 1933 i San Diego, var en amerikansk flygpionjär.
Herman Banning växte upp i Oklahoma, 1919 flyttade familjen till Ames där Herman började studera elektroteknik vid Iowa State College. Under studietiden växte hans intresse för flyg, och han sökte sig till Raymond Fisher's Flying Field i Des Moines där han genomgick flygutbildning. Han blev den första manliga färgade pilot som tilldelades flygcertifikat av U. S. Dept. of Commerce. Som färgad var det under 1910-1920-talen inte lätt att få flygutbildning på grund av rasism. Flera flygskolor vägrade att utbilda svarta piloter, dessutom var många flygfält stängda för färgade, de fick inte ens nödlanda på vissa fält. Många färgade piloter som Eugene Bullard tvingades åka till Europa för sin flygutbildning.   
Banning startade 1922 företaget J. H. Banning Auto Repair Shop i Ames, men 1928 bestämde han sig för att uteslutande leva på inkomster från flyget. Han flyttade till Los Angeles år 1929 där han blev flygchef vid Bessie Coleman Aero Club, klubben var uppkallad efter USA:s första färgade pilot Bessie Coleman. För att tjäna sitt levebröd ställde han upp som taxipilot, en av hans mest framträdande kunder var politikern Oscar Depriest som för att spara tid flög mellan valmötena.
Tillsammans med den färgade piloten Thomas C. Allen genomförde de en transkontinental flygning mellan Los Angeles och Long Island 1932. Flygplanet de använde tillverkade de av delar från skrotade och havererade flygplan. Flygtiden för hela etappen var knappt 42 timmar, men hela flygningen tog 21 dagar att genomföra eftersom de saknade pengar till bränsle. Vid varje mellanlandning genomförde de enklare flyguppvisningar och tog med passagerare mot betalning för att tjäna pengar till sin fortsatta flygning.
Vid flygmässan San Diego air show 1933 på Camp Kearney, satt Banning som passagerare i ett dubbeldäckat Travelair flygplan, hans öppna sittbrunn var inte utrustad med styrkontroller, flygplanet flögs av Albert Burghardt en US Navy-pilot som försökte imponera på Banning med avancerad flygning, under en flygmanöver med en kraftig stigning kom flygplanet i stall som resulterade i en flatspinn som piloten inte kunde häva. Flygplanet totalhavererade framför ett tusental åskådare. Han fördes från nedslagsplatsen till County Hospital där han avled efter några timmar utan att ha återfått medvetandet.